# جيمس ويليام مكارثي
جيمس ويليام مكارثي (بالإنجليزية: James William McCarthy)‏ هو قاضي ومحامي أمريكي، ولد في 8 سبتمبر 1872 في جيرسي سيتي في الولايات المتحدة، وتوفي في 28 يونيو 1939.